# Ilija Lukić
Ilija Lukić (Belgrado, 21 gennaio 1942 – 13 giugno 2018) è stato un allenatore di calcio e calciatore jugoslavo e serbo, di ruolo attaccante.

## Carriera

### Calciatore
Cresciuto nello Železnik, Lukic passò nel 1961 al Priština con cui giocò sino al 1965.
Nella stagione 1965-1966, passa al Partizan, e venendo pur chiusa dal club capitolino all'undicesimo posto in campionato, vide Lukic ed il suo club raggiungere la finale della Coppa dei Campioni 1965-1966, alla quale però non prese parte, che vide prevalere gli spagnoli del Real Madrid.
Nell'estate 1967 viene ingaggiato dagli statunitensi dell'Oakland Clippers, con cui vince la NPSL I, progenitrice insieme alla USA, della più nota NASL. L'anno dopo disputa parte della prima edizione della NASL con i Clippers, prima di passare al St. Louis Stars.
Chiusa l'esperienza americana torna in Europa per giocare con gli olandesi dell'Heracles Almelo, con cui ottiene il decimo posto della Eerste Divisie 1968-1969.
Lukic lasciò l'Heracles per giocare con i francesi del Rennes, con cui ottenne nella Division 1 1969-1970 il quattordicesimo posto finale. L'anno dopo Lukic con i bretoni ottenne l'undicesimo posto finale e la vittoria della Coupe de France 1970-1971. Nell'agosto 1971 il suo club si aggiudica a pari merito con l'Olympique Marsiglia il Challenge des champions 1971 ed ottiene nuovamente un undicesimo posto nella stagione seguente, a cui segue il decimo nella Division 1 1972-1973. Nel 1973 passa ai cadetti del Rouen con cui ottiene il terzo posto del gruppo A della Division 2 1973-1974.
Nel 1974 si trasferisce in Austria per rivestire il ruolo di allenatore-giocatore del VÖEST Linz, club campione in carica del paese alpino. Con il Linz ottenne il secondo posto della Fußball-Bundesliga, mentre nella Coppa dei Campioni 1974-1975 fu eliminato al primo turno.
Dopo ulteriori esperienze come allenatore giocatore nel Bregenz e con i belgi del Berlaar, Lukic si ritirò dal calcio giocato per proseguire la carriera di allenatore.

### Allenatore
Dopo le esperienze come allenatore-giocatore, ritornò al club in cui si era formato, lo Železnik, nelle vesti di allenatore. Dopo un'altra esperienza in patria con lo Srem, Lukic si trasferiesce in Zambia per allenare i Kabwe Warriors. Due anni dopo sarà alla guida dei tunisini del Kairouan.
Dopo essere ritornato dopo la doppia esperienza africana in patria, Lukic nel 1990 lascia la Serbia per trasferirsi negli Emirati Arabi Uniti per guidare l'Al-Wasl Sports Club. Con il suo nuovo club, insieme a Dimitrije Davidović, vince la UAE Football League 1991-1992. L'anno dopo raggiunge le semifinali della Campionato d'Asia per club 1992-1993, vincendo poi la finalina per il terzo posto contro il Verdy Kawasaki mentre in campionato chiude la stagione al secondo posto.
Nel 1995 si trasferisce in Arabia Saudita, per allenare l'Al-Ittihād. Con il club di Gedda, sempre insieme a Davidović, vince la Saudi Professional League 1996-1997 e la Coppa della Corona del Principe saudita 1996-1997.
Nel 1997 ritorna negli Emirati Arabi Uniti insieme a Davidović per allenare lo Sharjah con cui vince la Coppa del Presidente degli Emirati Arabi Uniti 1997-1998 mentre in campionato giunge secondo.
Nel 1998 torna all'Al-Ittihād, sempre con Davidović, con cui vince la Saudi Professional League 1998-1999, la Coppa Principe Faysal Bin Fahd e la Coppa delle Coppe dell'AFC 1998-1999. L'anno seguente, rimasto da solo alla guida del club, vince la Saudi Premier League 1999-2000.
L'anno dopo torna negli Emirati per allenare l'Al-Wahda con cui vince la UAE Football League 2000-2001.
Nuovamente tornato all'Al-Itthiad per una stagione, passa all'Al-Ahli che guiderà sino al 2004.

## Palmarès

### Calciatore

#### Competizione nazionali
- NPSL I: 1

Oakland Clippers: 1967
- Coppa di Francia: 1

Rennes: 1971
- Supercoppa francese: 1

Rennes: 1971

### Allenatore

#### Competizione nazionali
- Campionato emiratino di calcio: 1

Al-Wasl: 1992
Al-Wahda: 2001
- Campionato saudita di calcio: 4

Al-Itthiad: 1997, 1999, 2000
- Coppa della Corona del Principe saudita: 1

Al-Itthiad: 1997
- Coppa del Presidente degli Emirati Arabi Uniti: 2

Sharjah: 1998
- Coppa Principe Faysal Bin Fahd:

Al-Itthiad: 2000

#### Competizioni internazionali
- Coppa delle Coppe dell'AFC:

Al-Itthiad: 1999